# Luca Bati
Luca Bati (* um 1546 vermutlich in Florenz; † 17. Oktober 1608 ebenda) war ein italienischer Komponist und Musiklehrer am Übergang zwischen Renaissance- und Barockzeit.
Es ist kein Taufdokument von Luca Bati überliefert, doch bezeichnete er sich selbst als Florentiner, und in seinem Bewerbungsschreiben vom 20. April 1571 um die Chorleiterstelle an Santo Stefano in Pisa gab er sein Alter mit 25 Jahren an. In demselben Schreiben erwähnte er, viele Jahre Schüler von Francesco Corteccia gewesen zu sein. Ab den 1580er Jahren nahm Bati rege am Florentiner Musikleben teil. 1599 wurde er zum Maestro di capella sowohl des Medici-Hofes wie auch des Doms von Florenz ernannt. Bati gilt als Erneuerer des Florentiner Madrigals und ebnete damit den Weg für die Werke seines Schülers Marco da Gagliano.

## Werke (Auswahl)
- II primo libro de Madrigali 5 voci (enthält 23 Madrigale von Bati und je eines von Neri Alberti und Antonio Bicci), Venedig 1594
- II secondo libro de Madrigali 5 voci (enthält 21 Madrigale von Bati und eines von Piero Strozzi), Venedig, 1598
- Musik für die Intermedien zu Giovan Maria Cecchis Rappresentazione sacra Esaltazione della Croce, Florenz, 1589
- Musik zu Gino Ginoris Mascherata Le fiamme d’amore, Florenz, 1595
- 3. u. 4. Chor zu Il Rapimento di Cefalo (Text von Gabriello Chiabrera, Musik hauptsächlich von Giulio Caccini unter Mitarbeit von Stefano Venturi del Nibbio und Piero Strozzi), Florenz, 1600